# Izabella Chruślińska
Izabella Dorota Chruślińska – polska działaczka społeczna, promotorka dialogu polsko-ukraińskiego, tłumaczka, eseistka, pisarka.

## Życiorys
Ukończyła studia na Wydziale Pedagogiki Uniwersytetu Warszawskiego oraz studia III cyklu w Institut national des langues et civilisations orientales w Paryżu. Aktywnie zaangażowana w dialog i współpracę polsko-ukraińską.
W latach 2007–2008 koordynatorka Planu Działań Rady Europy i Unii Europejskiej w dziedzinie mediów dla Ukrainy.
Publikowała w „Gazecie Wyborczej”, „Rzeczpospolitej”, „Więzi”, „Dialogu” i w periodykach ukraińskich: „Duch i Litera”, „Jehupec”, „Ukrajinskyj Żurnal”. Na stałe współpracuje też z „Przeglądem Politycznym”.
Autorka książek Była raz Kultura (1994, 2003), Wiele twarzy Ukrainy (2005, z Piotrem Tymą),  Ukraina. Przewodnik Krytyki Politycznej (2009, wywiad-rzeka z Jarosławem Hrycakiem), Ukraiński palimpsepst (2013, ukraińskie wydanie 2014, zapis rozmów, które przeprowadziła z Oksaną Zabużko), "Panie, to Ty otworzysz moje usta. Josyf Zisels w rozmowach z Izą Chruślińską" (2017, ukr.).
Członkini Forum Polsko-Ukraińskiego (w latach 2002-2010 członkini Rady Forum). W 2014 współzałożycielka Komitetu Solidarności z Ukrainą (KOSzU), w którym pełni funkcję Sekretarza Programowego.
Kierownik Programowy w Fundacji Solidarności Międzynarodowej.

## Odznaczenia
- 2004 – Srebrny Krzyż Zasługi[3][4];
- 2014 – Złoty Krzyż Zasługi „za działalność na rzecz promowania idei społeczeństwa obywatelskiego i wspierania przemian demokratycznych w krajach byłego ZSRR"[5][6];
- 2016 – Medal jubileuszowy „25 lat niepodległości Ukrainy”[7].